# Bembidion subaerarium
Bembidion subaerarium är en skalbaggsart som beskrevs av Thomas Casey. Bembidion subaerarium ingår i släktet Bembidion och familjen jordlöpare. Inga underarter finns listade i Catalogue of Life.